# Haverö, Nagu
Haverö är en ö i Nagu,  Finland.   Den ligger i Pargas stad i den ekonomiska regionen  Åboland  och landskapet Egentliga Finland. Ön ligger omkring 10 kilometer nordost om Nagu kyrka,  26 kilometer sydväst om Åbo och 160 km väster om Helsingfors. Närmaste allmänna förbindelse är förbindelsebryggan vid Själö som trafikeras av M/S Falkö och M/S Östern. Arean är 4,3 kvadratkilometer.
Terrängen på Haverö är platt. Öns högsta punkt är 50 meter över havet. Den sträcker sig 2,9 kilometer i nord-sydlig riktning, och 2,9 kilometer i öst-västlig riktning.
I övrigt finns följande på Haverö:
- Träskholm (en ö)

Sällsynt meteorit slog ner på Haverö år 1971
Haverö är känd för den meteorit som 2.8 1971 kl 15.45 föll ner på ön. Den fallande meteoriten slog ett hål i tegeltaket på en redskapsbod och hamnade i en låda med fiskebragder. Före nedslaget hörde tre män på platsen ett bullrande och tjutande ljud av den fallande himlakroppen. Av hålet i taket kunde männen genast lokalisera den svartbrända meteoritklimpen, som vägde ca 1,5 kg. 
Ett fåtal ögonvittnen i Nagu såg på långt håll en ljusstrimma (eldkula) av den nedfallande meteoriten. Av Finlands 14 kända meteoriter (år 2020) är Haverönedslaget det som senast iakttagits av åsyna vittnen.
Stenmeteoriten har undersökts noggrant och den är av en sällsynt typ kallad ureiliter, som bl.a. innehåller mikroskopiskt små diamanter. Haverömeteoriten finns i Åbo universitets (Turun yliopisto) samlingar. 